# مهدي خليل
مهدي سليم خليل (19 سبتمبر 1991) هو لاعب كرة قدم محترف يلعب كحارس مرمى لنادي الفيصلي الأردني، على سبيل الإعارة من نادي العهد، والمنتخب اللبناني. معروف بـ "الجبل"، بسبب طوله. بدأ مسيرته المهنية في سيراليون في يوهانسن، قبل أن ينتقل إلى السويد في عام 2011، ولعب لأول مرة في كوبينغ قبل أن ينتقل إلى يورغوردينس. بعد تجربته في السويد، عاد إلى موطنه الأصلي، لينضم إلى نادي الصفاء اللبناني في عام 2013. بعد أن أمضى أربع سنوات في النادي، انتقل إلى بطل الدوري اللبناني الممتاز العهد في عام 2017. وفاز بكأس الاتحاد الآسيوي 2019 مع الفريق، وفي عام 2020، انتقل إلى نادي ذوب آهن الإيراني على سبيل الإعارة لمدة ستة أشهر، وفي عام 2023 انضم إلى الفيصلي الأردني على سبيل الإعارة لمدة عام واحد.
ولد في ساحل العاج ونشأ في سيراليون لأبوين لبنانيين، واستدعي لتمثيل سيراليون على مستوى الشباب، دون أن يشارك. ويمثل لبنان على المستوى الدولي منذ عام 2013. لعب في تصفيات كأس العالم 2018 و2022، وكان حارس مرمى لبنان الرئيسي في كأس آسيا 2019.

## وقت مبكر من الحياة
ولد في بواكي، ساحل العاج لأبوين لبنانيين، انتقل إلى فريتاون، عاصمة سيراليون مع عائلته في سن مبكرة. بدأ لعب كرة القدم السداسية، وهي شكل شائع من كرة القدم في سيراليون، وفي سن 12 عامًا لعب في نادي الشباب الرياضي (YSC) كمدافع. وبعد ملاحظة صفاته البدنية وتحديداً طوله، نصحه مدرب بتبديل مركزه إلى حارس المرمى.
وفي سن 15-16 عامًا، لاحظته إيشا يوهانسن - مالكة نادي يوهانسن لكرة القدم إلى جانب زوجها النرويجي آرني بيرجر يوهانسن، في مباراة بين ناديه ويوهانسن. دفع أدائه في المباراة إيشا إلى التعاقد معه لفريق يوهانسن تحت 17 عامًا.

## في نوادي كرة القدم

### 2009-2012: سيراليون والسويد
بدأ خليل مسيرته المهنية في سيراليون عام 2009 في يوهانسن. في عام 2010، شارك مع كالون تحت 19 عامًا في كأس فياريجيو - وهي بطولة سنوية للشباب تقام في إيطاليا - وقد لعب مباراتين من أصل ثلاثة.
ثم انضم في مارس 2011 إلى فريق الدرجة الثالثة السويدي كوبينغ على سبيل الإعارة لمدة ثلاثة أشهر. ولعب سبع مباريات للنادي. بين أبريل ويونيو 2011، تدرب خليل مع ناديي أيك سولنا.
في 20 يوليو 2011، انتقل إلى نادي يورغوردينس، منافس فريق أيك، على سبيل الإعارة لمدة أربعة أشهر. وقد لاحظه مدير النادي ماغنوس فيرسون في بطولة ودية في غانا؛ والتي حصل خلالها على جائزة أفضل حارس مرمى في البطولة. وفي 1 أغسطس 2011، ظهر لأول مرة مع فريق النادي تحت 21 عامًا ضد براغي، وساعد فريقه على الفوز بنتيجة 5-1. في 25 أكتوبر 2011، أعلن يورغوردينس أن عقد خليل لن يُجدد. بعد تجربته في السويد، عاد خليل إلى سيراليون، ليلعب مع كالون خلال موسم 2011-12.

### 2013-2017: الصفاء
ومن خلال علاقاته مع رضا عنتر، لاعب كرة القدم اللبناني المولود في سيراليون، تدرب خليل مع منتخب لبنان في عام 2012، الأمر الذي لفت انتباه مختلف الأندية اللبنانية. ةانتقل خليل إلى نادي الصفاء في الدوري اللبناني الممتاز في أوائل عام 2013، ووقع عقدًا مدته ثلاث سنوات ونصف.
كان في البداية احتياطياً لزياد الصمد في موسمه الأول (2012–13). وجاء ظهوره الأول خلال كأس الاتحاد الآسيوي 2013، وقد لعب في مباراة دور المجموعات ضد الرفاع في 2 أبريل 2013؛ انتهت المباراة بالفوز 1-0. في 24 أبريل 2013، طُرد خليل أمام ريغار تاداز في الدقيقة 79، وسجل الفريق المنافس من ركلة الجزاء اللاحقة. إلا أن الصفاء فاز بالمباراة بنتيجة 3-2 بهدف في الدقيقة 92 سجله محمد حيدر. وفي أول تجربة لخليل في كأس الاتحاد الآسيوي لعب ثلاث مباريات واحتل المركز الثالث في المجموعة.
وكان أول ظهور له في الدوري جاء في موسم 2013–14، في 23 نوفمبر 2013، بفوز 5–0 على التضامن صور. وشارك في كأس الاتحاد الآسيوي 2014 ولعب مباراتين. أصبح خليل الحارس الأول للنادي منذ موسم 2014–15،  لعب 17 مباراة بالدوري. وفي موسم 2015–16، لعب خليل 16 مباراة في الدوري، وساعد الصفاء على الفوز بلقب الدوري الثاني. انضم إلى فريق الموسم في الدوري اللبناني الممتاز 2015–16 لأدائه.
بعد انتهاء عقده في منتصف عام 2016، جرب خليل اللعب مع عدة فرق الدوري الهولندي الدرجة الأولى. بقي مع الصفاء لمدة عام آخر، وقد لعب 16 مباراة في الدوري خلال موسم 2016–17. كما شارك في مباراتين في كأس الاتحاد الآسيوي 2017. وفي خمسة مواسم مع النادي، فاز بلقبين للدوري (2012–13 و2015–16)، وكأس لبنان مرة واحدة (2013–14)، وكأس السوبر مرة واحدة (2013).

### 2017-2020: العهد

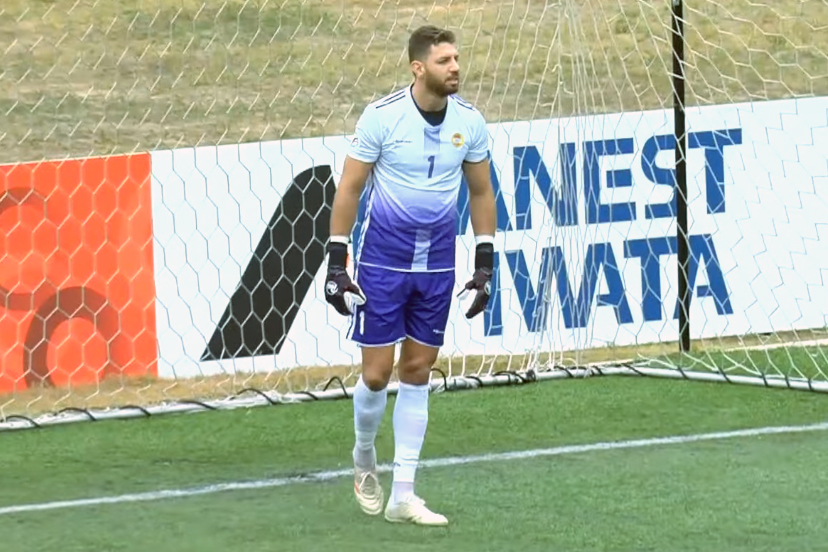
مهدي خليل مع العهد في 2019

في يوليو 2017، انتقل مهدي إلى حامل الدوري اللبناني الممتاز العهد، مقابل رسوم تبلغ قرابة 250 ألف دولار. وسرعان ما أثبت نفسه باعتباره الحارس الأول للفريق، عندما لعب 18 مباراة بالدوري في موسم 2017–18. وساعد فريقه على الفوز بالثلاثية المحلية – لقب الدوري والكأس وكأس السوبر. وكان حارس مرمى العهد في كأس الاتحاد الآسيوي 2018، وقد لعب ثماني مباريات ووصل إلى نصف نهائي، وخسروا أمام القوة الجوية بنتيجة 5–3 في مجموع المباراتين. وفي موسمه الأول مع النادي، ضُم إلى فريق الموسم في الدوري اللبناني الممتاز 2017–18 كأفضل حارس مرمى في الدوري.
كان موسمه التالي مع الفريق ناجحًا أيضًا، لذلك فاز بالثلاثية المحلية الثانية. ولعب 21 مباراة بالدوري في موسم 2018–19. وظهر في فريق الموسم في الدوري اللبناني الممتاز 2018–19. وفي 4 نوفمبر 2019، بعد فوزه على نادي 25 أبريل بالنهائي ببطولة كأس الاتحاد الآسيوي 2019 كأفضل لاعب في البطولة. تلقى ثلاثة أهداف فقط في 11 مباراة، وحافظ على نظافة شباكه تسع مرات (خمسة منها متتالية في مراحل خروج المغلوب) ولم يخسر العهد طوال البطولة بأكملها. وكان الفوز بكأس الاتحاد الآسيوي 2019 هو الأول لنادٍ لبناني.

### 2020: إعارة لذوب آهن

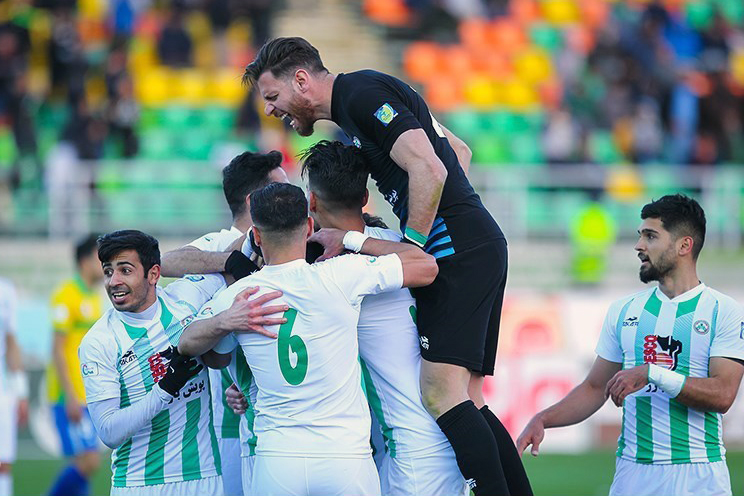
مهدي خليل يحتفل مع زملائه في ذوب آهن عام 2020

في 7 يناير 2020، انضم إلى دوري المحترفين الإيراني لنادي ذوب آهن على سبيل الإعارة لمدة ستة أشهر، كان من ضمن تشكيلة مدرب منتخب لبنان السابق ميودراغ رادولوفيتش. وأصبح رابع لاعب لبناني يلعب في إيران بعد وليد إسماعيل وعلي حمام وربيع عطايا.
ظهر لأول مرة في الدوري مع ذوب آهن في 25 يناير 2020 ضد بارس جونوبي جم؛ على الرغم من حصوله على إنذار في الدقيقة 64، حافظ على شباكه نظيفة، وساعد فريقه على الفوز بنتيجة 1-0. في المباراة الثالثة له، في 7 فبراير 2020، حافظ مرة أخرى على شباكه نظيفة أمام صنعت نفط، وبفضل أدائه في المباراتين، ضُم إلى فريق الأسبوع في كلتا المناسبتين. وأنهى موسم 2019-20 بثماني مباريات.

### 2020-2023: العودة إلى العهد
على الرغم من قيام ذوب آهن بتمديد إعارته لمدة عام إضافي في 27 يونيو 2020، رفض النادي وعاد إلى نادي العهد كحارس المرمى الأول. وفي الجولة الأولى من موسم 2020–21 يوم 4 أكتوبر 2020، ساعد النادي على الفوز بنتيجة 3–2 على نادي البرج. لعب خلاله 12 مباراة، وساعد العهد على احتلال المركز الرابع بأربع شباك نظيفة. كما لعب مباراة في كأس النخبة اللبناني 2021 والتي فاز بها العهد.
بسبب إصابة في الرباط الصليبي الأمامي تعرض لها أثناء التدريب مع منتخب لبنان في أغسطس 2021، غاب عن الملاعب لمدة ستة أشهر. ولم يشارك مع العهد خلال موسم 2021–22. ثم عاد إلى اللعب كحارس مرمى العهد الأول في الجولة الأولى من موسم 2022–23، ضد الإخاء الأهلي عاليه في 4 سبتمبر 2022. وكان قد لعب مباراته السابقة في الدوري قبل 16 شهرًا، ضد الإخاء أيضًا في 23 أبريل 2021، في 28 أكتوبر، أنقذ خليل ركلة جزاء وحافظ على شباكه نظيفة ضد التضامن صور. وكان أساسيًا في موسم 2022–23، ولعب خلاله 19 مباراة. وساعد النادي على الفوز بلقب الدوري.

### 2023: إعارة للفيصلي
في 15 يونيو 2023، أعلن العهد إعارة مهدي خليل لموسم واحد إلى الفيصلي في دوري الأردني؛ وصل إلى الأردن في 10 تموز/يوليو. ولعب في آخر مباراة للفيصلي في كأس درع الأردن 2023، أمام معان في 14 يوليو، والتي فاز فريقه بالبطولة. أصبح أول حارس مرمى أجنبي يلعب في كأس السوبر الأردني، وشارك في نسخة 2023 بين الفيصلي والوحدات التي خسرها فريقه.

## دولياً
استُدعي مهدي خليل لمنخب سيراليون تحت 17 سنة وتحت 20 سنة، ولم يشارك في أي مباراة. ومؤهل لتمثيل لبنان من خلال جنسية والديه، تلقى خليل مكالمة هاتفية من اللاعب اللبناني الدولي السابق رضا عنتر في عام 2012، الذي أبلغه أن مدرب المنتخب الوطني تيو بوكر قد اتصل به لحضور جلسة تدريبية.
ظهر لأول مرة مع منتخب لبنان أمام البحرين في 17 مارس 2013. وكان جزءًا من الفريق الذي لعب في تصفيات كأس العالم 2018 بين عامي 2015 و2016؛ وأصبح حارس مرمى لبنان الأول في المباريات الخمس الأخيرة من الجولة الثانية من التصفيات. أنهى لبنان المركز الثاني في مجموعته، وعلى الرغم من إقصائه من كأس العالم، فقد تأهل إلى الدور النهائي من التصفيات المؤهلة لكأس آسيا 2019.
تعادل منتخب لبنان مع كوريا الشمالية وهونج كونغ وماليزيا، وساعد منتخب لبنان على احتلال صدارة المجموعة دون هزيمة، ولم تتلق شباكه سوى أربعة أهداف في ست مباريات. وصل لبنان إلى نهائيات كأس آسيا للمرة الأولى من خلال التصفيات. وضم خليل إلى تشكيلة كأس آسيا 2019 باعتباره حارس مرمى لبنان الرئيسي. وفي أول مباراتين في دور المجموعات، خسر لبنان 2-0 أمام كل من قطر والمملكة العربية السعودية. في حاجة إلى الفوز بأربعة أهداف أو أكثر، فاز لبنان بنتيجة 4-1 على كوريا الشمالية لأول مرة في تاريخه. إلا أن النقاط الثلاث لم تكن كافية لتأهل لبنان إلى مرحلة خروج المغلوب.

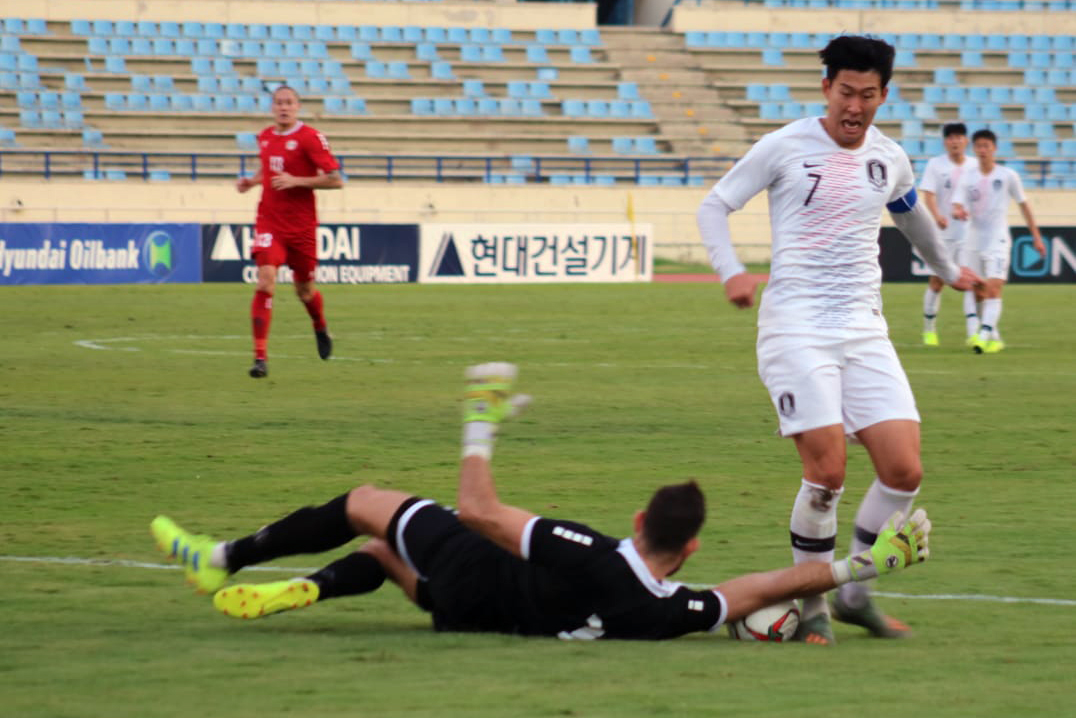
مهدي خليل يتصدى لتسديدة من المهاجم الكوري الجنوبي سون هيونغ مين في عام 2019

في الجولة الثانية من التصفيات المؤهلة لكأس العالم 2022، في مجموعة مع كوريا الجنوبية وكوريا الشمالية وتركمانستان وسريلانكا، شارك خليل في جميع مباريات لبنان الست. بثلاثة انتصارات وتعادل واحد وهزيمتين، احتل لبنان المركز الثاني في مجموعته وتأهل إلى الدور النهائي من التصفيات المؤهلة لكأس العالم للمرة الثانية في تاريخه، ونهائيات كأس العالم وكأس آسيا للمرة الثانية. وفي 20 أغسطس 2021، خلال جلسة تدريبية استعدادًا للمباراة التأهيلية الأولى ضد الإمارات العربية المتحدة، تعرض خليل لإصابة في الرباط الصليبي، مما أبعده عن الملاعب لمدة ستة أشهر. واستدعي مرة أخرى إلى المنتخب الوطني في سبتمبر 2022 لمعسكر تدريبي في بنشعي، زغرتا، ولعب أول مباراة له في 19 نوفمبر، أمام الكويت.

## الحياة الشخصية
شقيق خليل الأصغر، هادي، هو أيضًا لاعب كرة قدم يلعب كحارس مرمى. وكان عمه حسين خليل لاعب كرة قدم أيضاً. شجع مهدي على ممارسة كرة القدم باعتبارها أكثر من مجرد هواية. وناديه المفضل هو مانشستر يونايتد، ولاعبه المفضل هو حارس مرمى مانشستر يونايتد السابق أدوين فان در سار. وإلى جانب كرة القدم، يمارس كرة المضرب والسباحة.
في 11 كانون الثاني (يناير) 2020، تزوج خليل من شريكته مريم الداموري. ولد ابنهما سليم في 24 مايو 2021.

## الإحصائيات المهنية

### دولي
آخر تحديث 1 يوليو 2023.
| الفريق الوطني | سنة     | الظهور | الأهداف |
| ------------- | ------- | ------ | ------- |
| لبنان         | 2013    | 1      | 0       |
| لبنان         | 2014    | 0      | 0       |
| لبنان         | 2015    | 7      | 0       |
| لبنان         | 2016    | 10     | 0       |
| لبنان         | 2017    | 6      | 0       |
| لبنان         | 2018    | 7      | 0       |
| لبنان         | 2019    | 10     | 0       |
| لبنان         | 2020    | 0      | 0       |
| لبنان         | 2021    | 6      | 0       |
| لبنان         | 2022    | 2      | 0       |
| لبنان         | 2023    | 3      | 0       |
| المجموع       | المجموع | 52     | 0       |

## الإنجازات
الصفاء
- الدوري اللبناني الممتاز: 2012–13 ، 2015–16
- كأس الاتحاد اللبناني: 2013–14
- كأس السوبر اللبناني: 2013

العهد
- كأس الاتحاد الآسيوي: 2019.[81]
- الدوري اللبناني الممتاز: 2017–18، 2018–19، 2021–22، 2022–23
- كأس الاتحاد اللبناني: 2017–18، 2018–19
- كأس النخبة اللبنانية: 2022؛ المركز الثاني: 2021
- كأس السوبر اللبناني: 2017، 2018، 2019

الفيصلي
- كأس درع الأردن : 2023.[82]
- كأس السوبر الأردني وصيف: 2023.[83]

فردي
- كأس الاتحاد الآسيوي أفضل لاعب: 2019.[81]
- فريق الموسم في الدوري اللبناني الممتاز: 2015–16،[84] 2017–18،[85] 2018–19.[86]

## ملحوظات
1. ↑  شارك خليل في مباراة واحدة فقط من مباراتي لبنان ضد كوريا الشمالية، وألغي كلاهما.

## روابط خارجية
- مهدي خليل على موقع اتحاد السويد (السويدية)
- مهدي خليل على موقع إي إس بي إن إف سي (الإنجليزية)
- مهدي خليل على موقع قاعدة بيانات كرة القدم.إي يو (الإنجليزية)
- مهدي خليل على موقع ناشيونال فوتبول تيمز (الإنجليزية)
- مهدي خليل على موقع Soccerbase.com (لاعب) (الإنجليزية)
- مهدي خليل على موقع Soccerway.com (الإنجليزية)
- مهدي خليل على موقع عالم كرة القدم.نت (الإنجليزية)
- مهدي خليل على موقع كووورة
- نبذة عن اللاعب في فرق كرة القدم الوطنية